# Max Frei-Sulzer
Max Frei-Sulzer (* 8. März 1913 in Zürich; † 14. Januar 1983 in Thalwil) war ein Schweizer Kriminalist.

## Leben
Der promovierte Botaniker war Leiter des Wissenschaftlichen Dienstes der Stadtpolizei Zürich und Dozent für Kriminalistik an der Universität Zürich. Ab 1949 arbeitete er in der Schweiz erfolgreich und international anerkannt auf dem Gebiet der Mikrospurenuntersuchung. Er führte dazu das Klebbandverfahren (bei dem an Tesa-Film, Scotch-Tape oder ähnlichen Klebebändern ansonsten kaum sichtbare Mikrospuren haften bleiben) 1951 in die Kriminalistik ein. 1973 erhob er Pollenbefunde am Turiner Grabtuch, welche die Echtheit des Grabtuches bekräftigen sollten.
Bekannt wurde er auch dadurch, dass er die Hitler-Tagebücher fälschlicherweise für echt hielt. Im Fall Gross mitverursachte Frei-Sulzer durch sein später widerlegtes Gutachten, dass ein Unschuldiger zu lebenslanger Haft verurteilt wurde. Er kam nach zwölf Jahren frei.

## Schriften
- (mit Arnold Suter) Leitfaden zur Bearbeitung von Brandsachen und Explosionen. Kriminalistik-Verlag, Hamburg 1971.
- Mikrophotographie weiss-schwarz und farbig. Schlegel, Zürich 1948 (Mikroskopische Bibliothek. Bd. 4).
- Lohnende Objekte für mikroskopische Untersuchungen und ihre Präparation. Schlegel, Zürich 1946 (Mikroskopische Bibliothek. Bd. 3).
- Mikroskopische Untersuchungsmethoden. Schlegel, Zürich 1946 (Mikroskopische Bibliothek. Bd. 2).
- Das Mikroskop und verwandte optische Instrumente. Schlegel, Zürich 1946 (Mikroskopische Bibliothek. Bd. 1).
- Die Gliederung der sizilianischen Flora und Vegetation und ihre Stellung im Mittelmeergebiet. Dissertation, Universität Zürich, 1938.